# Agrias aedon
Agrias aedon är en fjärilsart som beskrevs av William Chapman Hewitson 1848. Agrias aedon ingår i släktet Agrias och familjen praktfjärilar. Inga underarter finns listade i Catalogue of Life.

## Bildgalleri

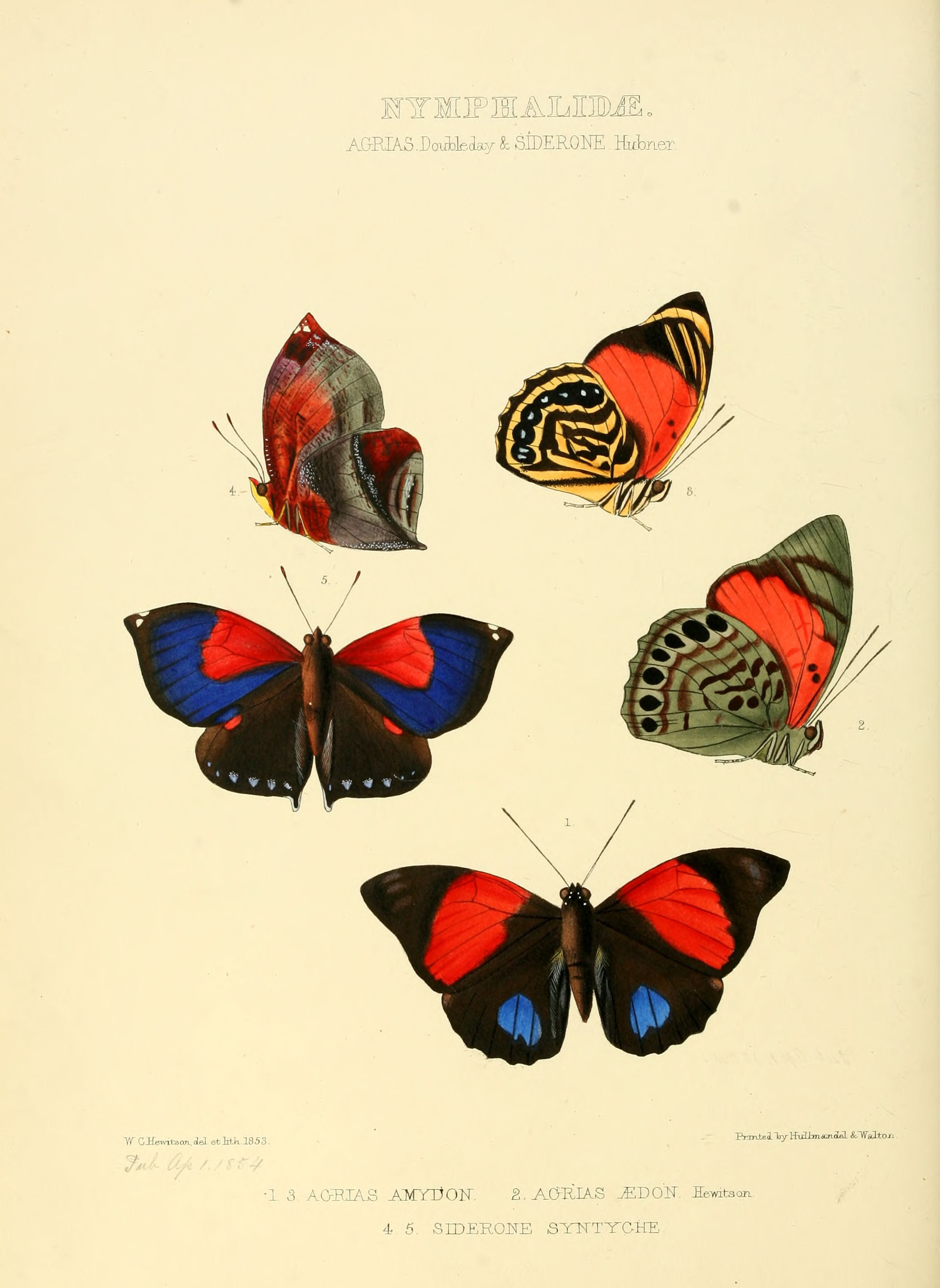